# Баба Тахир
Баба Тахер Орьян (перс. بابا طاهر‎‎ — Bâbâ Tâher, около 1000 — после 1055) — один из ранних представителей персидской поэзии, мистик. Большая часть его биографии остаётся не прояснённой.

## Биография
Баба Тахир жил, предположительно, в Хамадане между 1000 и 1055 годами. По другим сведениям, он умер в 1019 году. Его описывают как очень доверчивого и скромного человека, который однако часто оказывался объектом шуток со стороны сограждан. Одна из легенд гласит, что как-то зимой люди посоветовали ему искупаться в морозной воде городского фонтана, чтобы стать поэтом. Поверив им, он разделся и вошёл в воду. Увидев, что люди смеются над ним, он разочаровался и вышел из фонтана. Однако после этого он в действительности стал поэтом.
Стихи Баба Тахира читаются по сей день по всему Ирану в сопровождении сетара, трехструнной виолы или лютни. Этот стиль поэзии известен как фахлавият, и он очень древний. Четверостишия Баба Тахера имеют скорее любовно-мистический оттенок, чем философский.

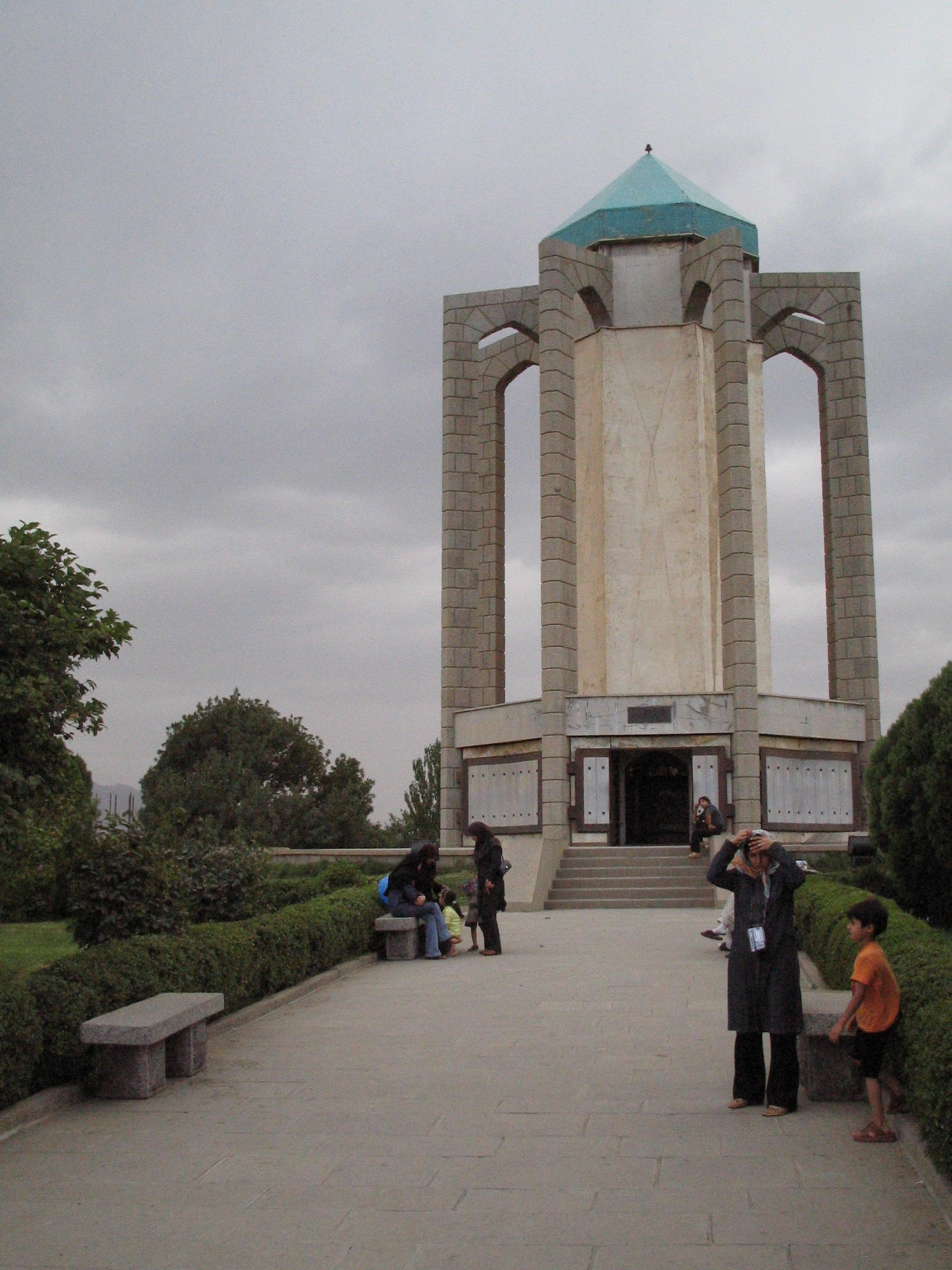
Мазар (мавзолей) Бабы Тахер Орьяна в Хамадане

Баба Тахер писал на языке «лори» (известном также как лурский диалект). Его четверостишия дубейти проникнуты экстатическим стремлением к постижению Бога как конечной истины (хакк) и обличают неправедность и несправедливости этого мира. Простота и безыскусственность образных средств в поэзии Бабы Тахер Орьяна сближает её с фольклором. Стихи Баба Тахира долгое время передавались из уст в уста и были записаны не ранее XVII века. Также он писал теологические трактаты на арабском языке.
Примеры дубейти (в переводе Д. М. Седых):